# Keyser (Nyugat-Virginia)
Keyser település az Amerikai Egyesült Államok Nyugat-Virginia államában, Mineral megyében, melynek megyeszékhelye is. Lakosainak száma 4864 fő (2020. április 1.).

## Népesség
A település népességének változása:

| 2010 | 5 439 |
| 2020 | 4 864 |